# Johan Leffler
Johan Anders Leffler (i riksdagen kallad Leffler i Stockholm), född 18 juni 1845 i Göteborg, död 24 maj 1912 i Stockholm, var en svensk nationalekonom.
Leffler blev 1863 student vid Uppsala universitet, där han bedrev naturvetenskapliga studier, köpte egendomen Stavlösa i Östergötland och ägnade sig åt lantbruk med sockerbetsodling, men studerade sedan 1874 i Leipzig nationalekonomi och finansvetenskap (under Wilhelm Roscher) samt jordbruksvetenskap och botanik, avlade examen i dessa ämnen för filosofie doktorsgraden och promoverades 1876. Han återvände därefter till hemlandet samt höll 1877–1880 i Göteborg offentliga föreläsningar i nationalekonomi. 
På uppdrag av L. O. Smith företog Leffler 1880 resor till syd- och västeuropeiska länder för att studera arbetarförhållanden, folk- och sparbanker, konsumtionsföreningar m. m. Därunder tog han i England noggrann kännedom om postsparbanksväsendet, vars införande i Sverige han varmt förordade.  När det sålunda här väckta intresset ledde till att regeringen 1881 tillsatte en postsparbankskommitté blev Leffler medlem av densamma, och när postsparbanken 1883 inrättades, blev han ledamot av dennas styrelse. 1883–1886 var Leffler direktör i Arbetarringens bank, i vars bildande han deltagit, insattes 1885 som ledamot i Lorénska stiftelsen och har som sekreterare lett utgivandet av dess socialvetenskapliga och statistiska skrifter. 1888–1889 var Leffler förordnad som lärare i nationalekonomi vid Stockholms högskola och föreläste där sedermera några terminer i samma ämne med anslag från ovannämnda stiftelse. Från 1892 var han extra lärare i nationalekonomi vid Tekniska högskolan. 
Leffler som 1882 tog verksam del i grundandet av livförsäkringsaktiebolaget "Victoria", var 1890–1910 sekreterare i Försäkringsföreningen och var från 1890 redaktör för dess tidskrift. Leffler var 1886–1888 frihandelsvänlig och moderat-liberal ledamot av första kammaren för Göteborgs och Bohus län. 
Leffler ledde 1894–1896 den av Lorénska stiftelsen bekostade undersökningen rörande arbeterskors löne- och levnadsvillkor i Stockholm, med resultat, offentliggjorda i Zur kenntniss von den lebens- und lohnverhältnissen industrieller arbeiterinnen in Stockholm (1897), och likaledes 1897–1898 den av 
Kommerskollegium ombesörjda bageriundersökningen, från vilken utgavs monografin Undersökning af bagerierna i Sverige (1899). Leffler utgav också flera avhandlingar samt en mängd nationalekonomiska och socialpolitiska artiklar i Nordisk familjebok och olika tidskrifter (särskilt "Ekonomisk tidskrift"), uppsatser i "Botaniska notiser" och artiklar i Svenska dagbladet, av vars redaktion han var medlem 1897–1899. 
Leffler utövade i Sverige ett betydande inflytande som nationalekonomisk och socialpolitisk föreläsare och skriftställare. Han slöt sig som Roschers lärjunge till den historiska ekonomiska skolan och var dess förste representant i Sverige, men sedermera i värdeläran intog han en ståndpunkt, i huvudsak överensstämmande med den s. k. österrikiska skolan. Han har städse varit anhängare av den positiva socialpolitiska riktning, som i Tyskland fick vedernamnet "katedersocialism", ehuru han reserverat sig mot den utpräglade statssocialismen. Leffler blev 1878 ledamot av Vet. o. vitt. samh. i Göteborg. Han är begravd på Östra kyrkogården i Göteborg.